# Franciszek Wolf
Franciszek Wolf (ur. 2 kwietnia 1884, zm. ?) – pułkownik saperów Wojska Polskiego.

## Życiorys
1 listopada 1918 roku został przyjęty do Wojska Polskiego z byłej cesarskiej i królewskiej armii z zatwierdzeniem posiadanego stopnia kapitana i przydzielony do batalionu uzupełniającego saperów w Krakowie. 5 listopada 1918 roku objął dowództwo batalionu uzupełniającego saperów w Krakowie. 23 lutego 1919 roku przybył do Łodzi i objął dowództwo nad organizującym się IV batalionem saperów. 27 grudnia 1919 roku na czele batalionu wyjechał na front wołyński. 16 kwietnia 1920 roku odszedł na stanowisko szefa inżynierii dowództwa Frontu Wołyńskiego. 1 czerwca 1921 roku pełni służbę w dowództwie 2 Armii, a jego oddziałem macierzystym był 3 pułku saperów. 25 listopada 1922 roku został zatwierdzony na stanowisku szefa Inżynierii i Saperów w Dowództwie Okręgu Korpusu Nr III w Grodnie pozostając oficerem nadetatowym 3 pułku saperów. 30 października 1925 roku został przeniesiony ze stanowiska szefa Inżynierii i Saperów Okręgu Korpusu Nr III do Departamentu V Wojsk Technicznych Ministerstwa Spraw Wojskowych na stanowisko szefa Wydziału Saperów. W 1928 roku znajdował się w dyspozycji szefa Departamentu Inżynierii Ministerstwa Spraw Wojskowych. Z dniem 31 stycznia 1930 roku został przeniesiony z dyspozycji I wiceministra spraw wojskowych w stan spoczynku. W 1934 roku pozostawał w ewidencji PKU Warszawa Miasto III. Był wówczas „przewidziany do użycie w czasie wojny”.

## Awanse
- major – 30 lipca zatwierdzony z dniem 1 kwietnia 1920 roku w korpusie inżynierii i saperów, w grupie oficerów byłej armii austro-węgierskiej[12]
- podpułkownik – 1922[13]
- pułkownik – 3 maja 1922 roku zweryfikowany ze starszeństwem z dniem 1 czerwca 1919 roku i 31. lokatą w korpusie oficerów inżynierii i saperów[14][15]

## Ordery i odznaczenia
- Krzyż Walecznych